# Karl Hermann Zahn
Karl Hermann Zahn (3 de diciembre de 1865 , Baiertal - † 8 de febrero de 1940 , Haigerloch) fue un botánico alemán.
Karl Hermann Zahn nació el 3 de diciembre de 1865 en Baiertal, era hijo del maestro Konrad Zahn y de Katharina Goos, .
Zahn se matriculó como profesor y luego enseñaó en Colegios Secundarios en Heidelberg. Luego estudió en el Polytechnikum Karlsruhe y trabajó en Realschule in Weinheim.
Posteriormente fue nombrado en el Colegio del Estado del Gran Ducado de Baden Baugewerkeschule (hoy Universidad de Karlsruhe), donde estuvo casi 40 años en la enseñanza. En 1923 fue profesor de geometría descriptiva, pedagogía, y química.
Además de su carrera docente, se interesó por la Botánica. Publicó 'Flora der Baar und der angrenzenden Landesteile (Flora de Baar y de áreas adyacentes del país) en 1889; el Baar es una meseta en Südwestdeutschland. Zahn fue un experto en el género de Hieracium. Y además publicó en coautoría con su colega Hans Woldemar Schack varios artículos sobre ese género. Zahn reunió de Hieracium especímenes de los herbarios de Berlín, Innsbruck, Viena, Budapest, Genf, Zúrich, Praga; realizando las descripciones de multitud de especies de ese género.
Zahn publicó la monumental obra Die Hieracien Mittel-Europas con Carl W. von Nägeli y con Gustav A. Peter. Colaboró en Das Pflanzenreich de Adolf Engler entre 1921 a 1923 en los capítulos 75, 76, 77, 79, 82, sobre Hieracium. Entre 1922 y 1938 escribió acerca de los hábitos y efectos de las hierbas en Folgen 12 (1) bis 12 (3) de Synopsis der mitteleuropäischen Flora de P.F.A. Ascherson y de K.O.P.P. Graebner. Y en 1923 publicó una monografía Monographie der Hieracien.
Zahn se casó en 1894 con Creszentia Zeiser de Haigerloch. Y después de su retiro vivieron en Haigerloch, donde falleció el 8 de febrero de 1940.
- La abreviatura «Zahn» se emplea para indicar a Karl Hermann Zahn como autoridad en la descripción y clasificación científica de los vegetales.[3]